# Pseudotabanus ater
Pseudotabanus ater är en tvåvingeart som först beskrevs av Taylor 1917.  Pseudotabanus ater ingår i släktet Pseudotabanus och familjen bromsar. Inga underarter finns listade i Catalogue of Life.